# رالف هنت
رالف هنت (بالإنجليزية: Ralph Hunt)‏ (14 أغسطس 1933 ببورتسموث في المملكة المتحدة - 17 ديسمبر 1964 في المملكة المتحدة) هو لاعب كرة قدم بريطاني في مركز الهجوم. لعب مع بورت فايل وديربي كاونتي وسويندون تاون وغريمسبي تاون ونادي بورتسموث ونادي بورنموث ونادي تشيسترفيلد ونورويتش سيتي ونيوبورت كونتي.